# Ett land, två system
"Ett land, två system" är en idé som ursprungligen föreslogs av Deng Xiaoping under början av 1980-talet. Han menade att det bara skulle finnas ett Kina, men områden som Hongkong, Macao och Taiwan skulle kunna ha sina egna kapitalistiska ekonomiska och politiska system, medan resten av Kina skulle använda sig av Socialism med kinesiska särdrag
Hongkong blev brittiskt 1842, men gavs sedan tillbaka till Kina år 1997 enligt ett avtal mellan Kina och Storbritannien 1984. Hongkong är ett av världens största finansiella centrum.